# Arsenda de Besiers
Arsenda de Besiers, tot i que la seva filiació no és segura, va ser la primera esposa del comte d'Urgell Ermengol II.
D'acord amb Fernández-Xesta, Arsenda hauria estat una donzella d'origen franc, filla del vescomte Guillem I de Besiers i de la seva dona, també anomenada Arsenda. Segons Flocel Sabaté, l'existència del matrimoni, celebrat teòricament el 1026, no està contrastada documentalment. En qualsevol cas, el matrimoni hauria estat infructuós, la parella no va tenir fills i Arsenda va morir sense donar descendència al comte. En enviudar, Ermengol va haver de casar-se en segones núpcies, aquesta vegada amb Constança de Besalú.